# Tanche de Mongolie
Tanche dorée

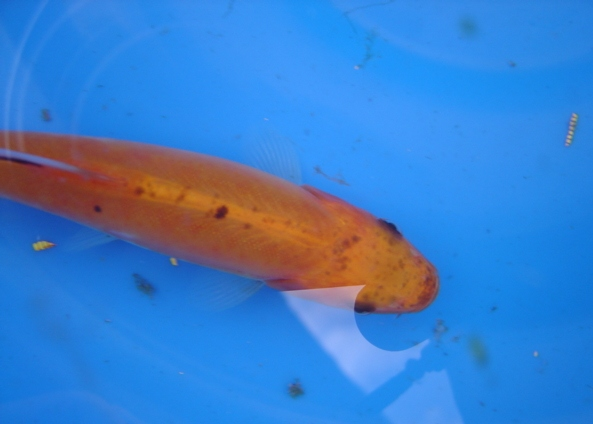
Une tanche de Mongolie vue dorsalement.

La tanche de Mongolie, appelée aussi tanche dorée, est une variété de la Tanche (Tinca tinca), une espèce de Cyprinidae originaire d'Asie et d'Europe. Il s'agit d'un poisson d'ornement caractérisé par une livrée entièrement cuivrée ou de teinte mandarine avec mouchetures noires et quelques taches sombres sur le dos et les flancs. Avec l'orfe, ce sont des poissons de bassin de type comestible mais ayant une valeur culinaire inférieure à celle de la Carpe commune (Cyprinus carpio). Ayant été considérée comme une espèce ou une sous-espèce distincte du type sauvage, la tanche de Mongolie possède de nombreux synonymes : Cyprinus tinca auratus Bloch, 1782, Cyprinus tincaauratus Bloch, 1782, Tinca aurea Gmelin, 1788 et Cyprinus tincaurea Shaw, 1804.

Comparaison entre la forme sauvage et la forme ornementale de la Tanche :
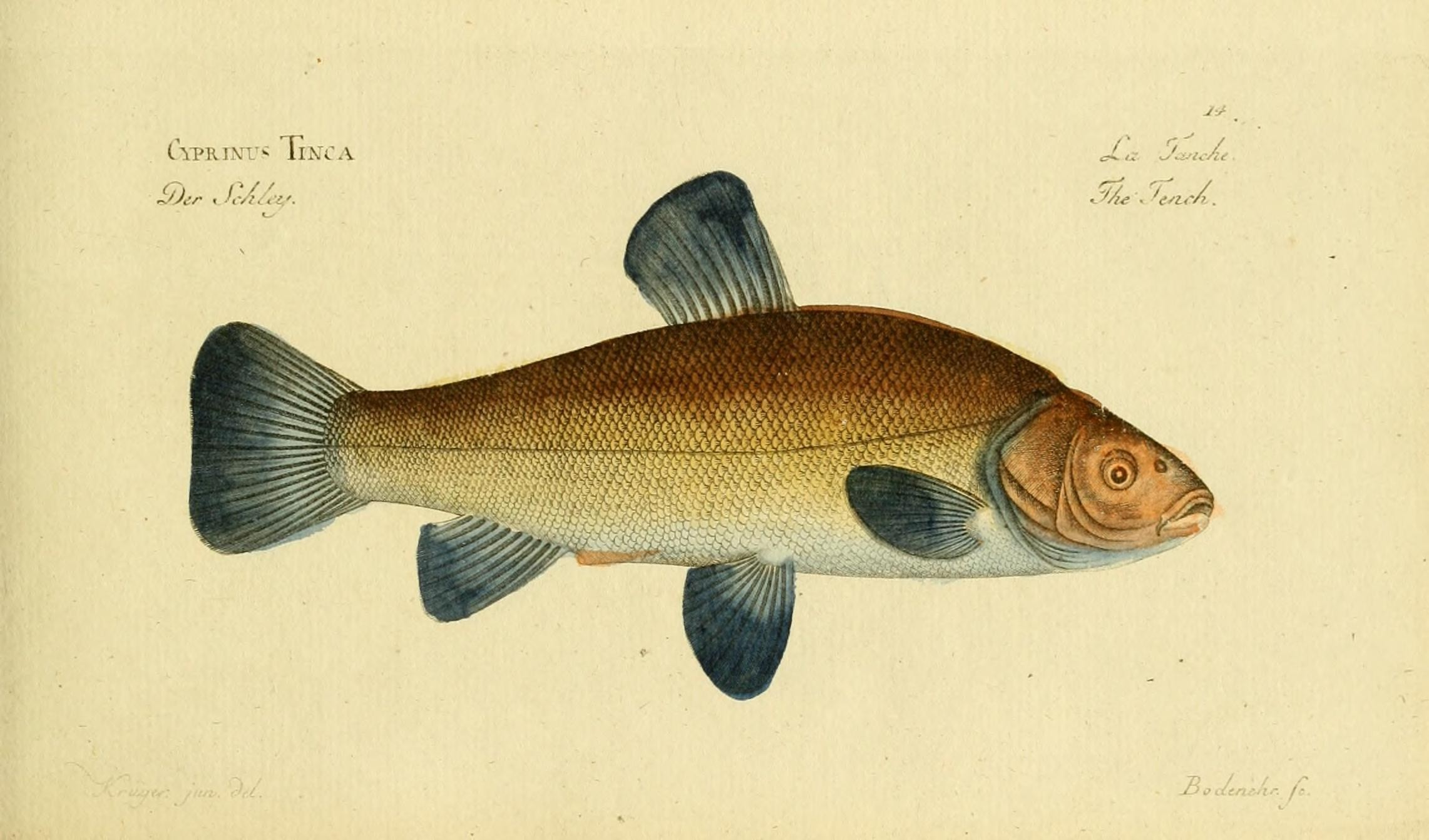
Type sauvage : écaillure variant du vert olive à l'ocre très pâle et dos généralement vert olive à brun.
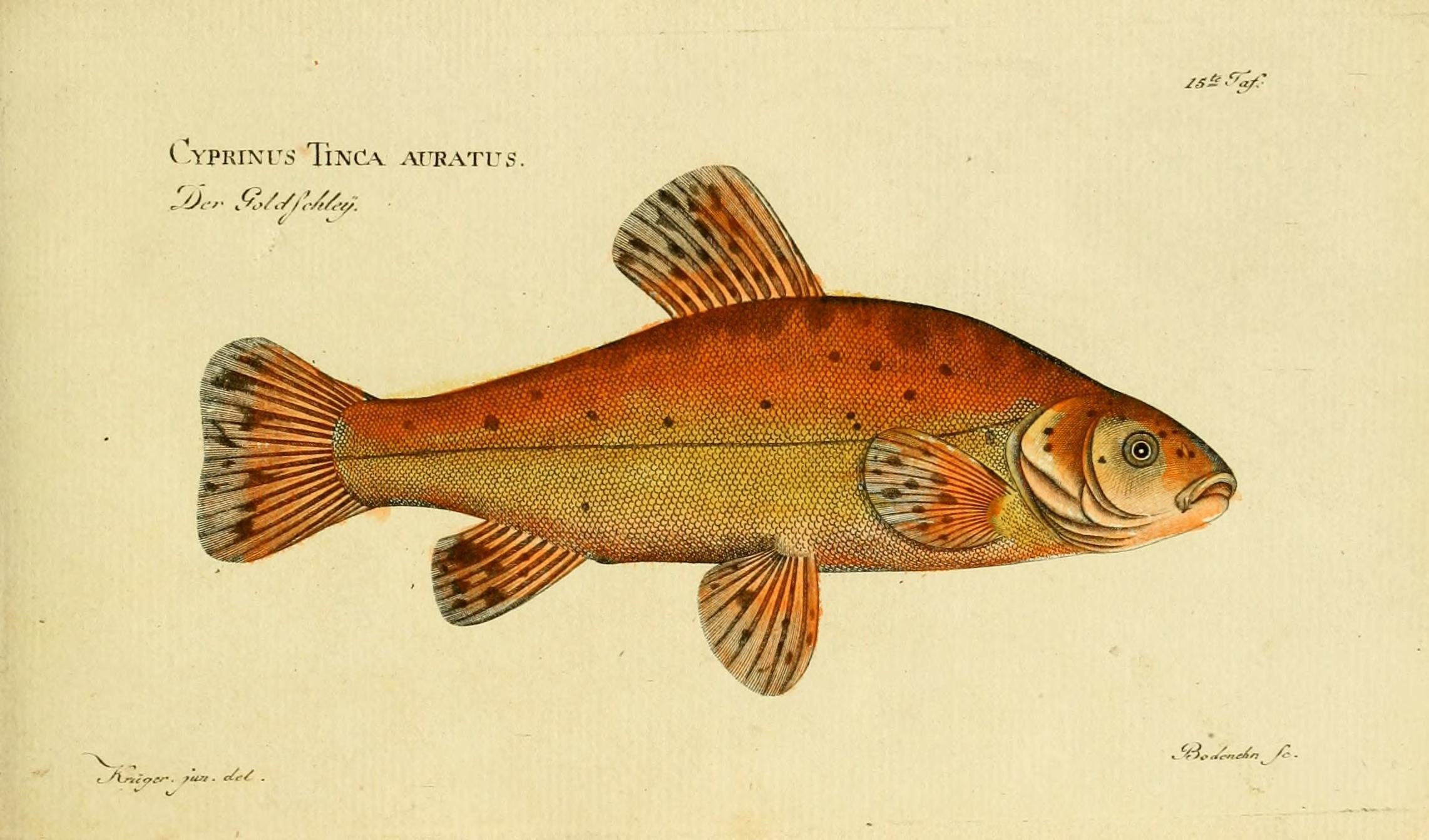
Type ornemental : écaillure cuivrée et parsemée de mouchetures noires sur le dos et les flancs.